# Bielska Zadymka Jazzowa

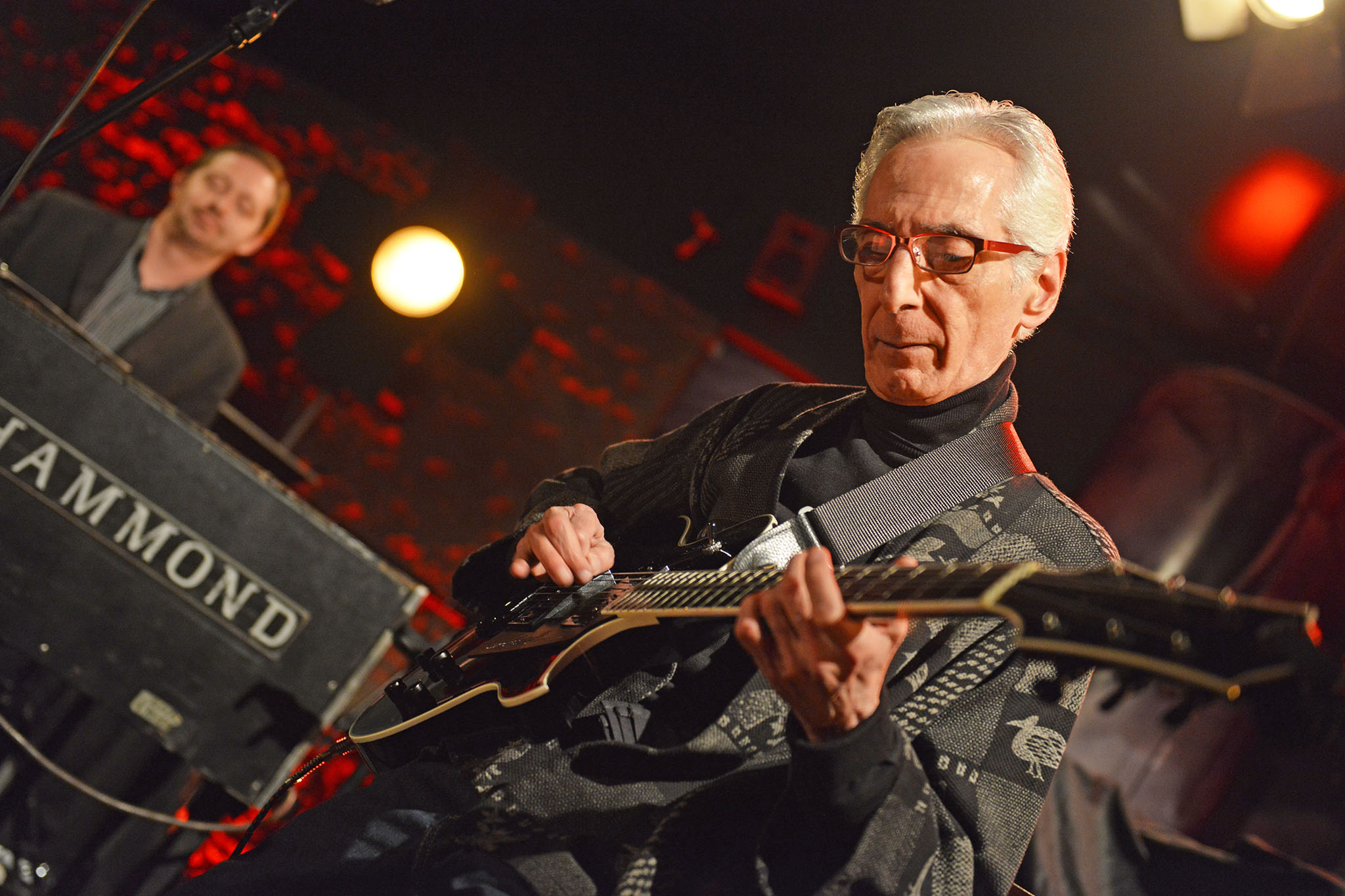
Pat Martino Trio podczas Zadymki w 2014 roku

Bielska Zadymka Jazzowa – festiwal muzyki jazzowej odbywający się w Bielsku-Białej i Katowicach.
Festiwal organizowany jest przez Stowarzyszenie Sztuka Teatr. Od piętnastu lat głównym sponsorem Bielskiej Zadymki Jazzowej jest koncern paliwowy Grupa LOTOS S.A., co spowodowało zmianę nazwy na: LOTOS Jazz Festival – Bielska Zadymka Jazzowa.
Festiwal gromadzi elitę twórców światowego i polskiego jazzu. Koncerty odbywają się we wnętrzach Teatru Polskiego w Bielsku-Białej, w bielskich klubach Klimat i Metrum, w Sali Koncertowej ZPSM oraz w schronisku na szczycie Szyndzielni (1026 m n.p.m.). Od 2015 r. finałowe koncerty Zadymki organizowane są w Sali Koncertowej Narodowej Orkiestry Symfonicznej Polskiego Radia w Katowicach.
W dotychczasowych dwudziestu edycjach festiwalu wystąpiło ponad 1200 wykonawców z 31 krajów. Wśród nich:
- ze Stanów Zjednoczonych: Maria Schneider, Hank Jones, All Foster, Charlie Haden, Yellowjackets, Joe Lovano, Terence Blanchard, Kevin Mahogany, Roy Hargrove, David Murray, Wayne Shorter, SFJazz Collective, Billy Cobham
- z Europy: Henri Texier, Arild Andersen, Till Brönner, Richard Galliano, Nils Petter Molvaer, Roberta Gambarini, Saskia Laroo
- z Polski: Jan Ptaszyn Wróblewski, Urszula Dudziak, Michał Urbaniak, Simple Acoustic Trio, Alchemik, Tomasz Stańko, Leszek Możdżer, Ewa Bem, Anna Maria Jopek, Laboratorium.

Od 2002 roku Festiwalowi "Bielska Zadymka Jazzowa" towarzyszy konkurs, którego celem jest promocja nowych projektów muzyki jazzowej. Dotychczas wśród laureatów Nagrody Głównej Konkursu znaleźli się:
2002 – Blue Mind Quartet
2003 – RGG Trio (Raminiak-Garbowski-Gradziuk Trio)
2004 – Timeless
2005 – Kaczmarczyk-Barański-Dobrowolski Trio
2006 – Tomaszewski-Święs-Dobrowolski
2007 – Maciej Obara Trio
2008 – Michał Wierba Quintet
2009 – Witold Janiak Mainstreet Quartet
2010 – Outbreak Quartet
2010 – Wojciech Myrczek
2011 – Atom String Quartet
2012 – Interplay Jazz Duo
2013 – Lichtański Sound Lab
2014 – Bartosz Dworak Quartet
2015 – Weezdob Collective
2016 – Global Schwung Quintet
2017 – Adam Jarzmik Quintet
2018 – Dominik Kisiel Exploration Quartet